# Machinga, Malawi
Machinga är en distriktshuvudort i Malawi. Den ligger i distriktet Machinga  och regionen Southern Region, i den sydöstra delen av landet. Machinga ligger 768 meter över havet och antalet invånare är 1 418.
Terrängen runt Machinga är varierad. Omgivningarna runt Machinga är huvudsakligen savann. En bit norr- och söderut finns skog.